# Loch Arbour
Loch Arbour est un village situé dans le New Jersey, aux États-Unis ; c'est la cinquième municipalité la moins peuplée du New Jersey.